# 여자 400m 달리기 대한민국 기록 추이
여자 400m 달리기 대한민국 기록 추이는 다음과 같다.
| # | 기록       | 차이     | 선수   | 나라     | 날짜         | 대회명                                                              | 개최지        | 경기장           | 주석 및 기타                      | 동영상 |
|   | 1분 03초 0 | - 1.9초  | 이학자 |          | 1961. 10. 12 | 제42회 전국 체육 대회                                               | 대한민국 서울 | 효창구장         | 종전기록 61초 5                   |        |
|   | 59초 6     | - 1.9초  | 한명희 | 진명여고 | 1963. 06. 15 | 제17회 전국남녀육상경기선수권대회                                   | 대한민국 서울 | 효창경기장       | 종전기록 61초 5                   |        |
|   | 57초 7     | - 초     | 한명희 | 진명여고 | 1963. 08. 28 | 한국 대표팀 훈련단 자체 기록회                                      | 대한민국 서울 | 효창경기장       | 종전기록 58초 5                   |        |
|   | 57초 1     |          | 한명희 | 이화여대 | 1964. 05. 09 | 전국 육상 선수권 대회 겸 동경 올림픽 파견 육상 선수 제3차 선발 대회 | 대한민국 서울 | 효창운동장       | 종전 57초 2                       |        |
|   | 56초 7     |          | 김경숙 | 박문여고 | 1974.09.26   | 제28회 전국육상경기선수권대회(준결승)                               | 대한민국 서울 |                  |                                   |        |
|   | 56초 24    | -        | 김경숙 | 박문여고 | 1975.06.09   | 제2회 아시아육상경기선수권대회                                      |               |                  | 종전 56초 7(같은해 56초 6도 기록) |        |
|   | 56초 1     |          | 김경숙 | 삼성전자 | 1976.06.21   | 제5회 전국종별육상경기대회                                          | 대한민국 서울 | 서울 운동장      | 종전 56초 24                      |        |
|   | 55초 7     |          | 김경숙 | 삼성전자 | 1976. 09. 04 | 싱가포르 오픈 육상 선수권 대회                                      | 싱가포르      |                  | 2위. 종전: 56초 1                 |        |
|   | 56초 18    | -        | 최은주 | 부산대   | 1985. 04. 27 | 85 육상 시즌 오픈 기록회                                            | 대한민국 서울 | 서울 운동장      | [ 8 ]                             |        |
|   | 55초 62    | - 0.56초 | 최은주 | 부산대   | 1985. 5. 10  | 제14회 전국종별육상선수권대회                                       | 대한민국 서울 | 동대문운동장     | [ 9 ]                             |        |
|   | 55초 08    | - 0.54초 | 최은주 | 국제상사 | 1987. 05. 16 | 제41회전국육상경기선수권대회                                        | 대한민국 서울 | 올림픽 주경기장  |                                   |        |
|   | 54초 87    | - 0.21초 | 박종임 | 서울체고 | 1989. 04. 23 | 제18회 종별육상선수권대회                                           | 대한민국 서울 | 올림픽 주경기장  | [ 10 ]                            |        |
|   | 54초 63    | - 0.24초 | 박종임 | 서울체고 | 1989. 06. 30 | 제10회 체육부장관기전국시도대항육상경기대회                         | 대한민국 성남 | 성남 공설 운동장 | [ 11 ]                            |        |
|   | 54초 60    | - 0.03초 | 박종임 | 서울체고 | 1990. 08. 10 | 제4회 한국육상그랑프리대회                                          | 대한민국 서울 | 올림픽 주경기장  | [ 12 ]                            |        |
|   | 53초 67    | - 0.93초 | 이윤경 | 울산시청 | 2003. 08. 12 | 제15회전국실업단대항육상경기대회                                    | 대한민국 태백 | 태백 시민 운동장 | [ 13 ]                            |        |

## 같이 보기

#### 여자 400m 달리기 세계 기록 추이
- 남자 400m 달리기 대한민국 기록 추이
- 남자 400m 달리기 세계 기록 추이